# Ríver AC
Ríver Atlético Clube – brazylijski klub piłkarski z siedzibą w mieście Teresina, stolicy stanu Piauí.

## Osiągnięcia
- Mistrz stanu Piauí (27): 1948, 1950, 1951, 1952, 1953, 1954, 1955, 1956, 1958, 1959, 1960, 1961, 1962, 1963, 1973, 1975*, 1977, 1978, 1980, 1981, 1989, 1996, 1999, 2000, 2001, 2002, 2007

*W 1975 tytuł zdobyty wspólnie z klubem Sociedade Esportiva Tiradentes

## Historia
Ríver założony został 1 marca 1946 przez uczniów Ginásio Leão XIII, którym przewodził nauczyciel Anilthon Soares. Początkowo stroje klubowe wzorowane były na barwach argentyńskiego klubu River Plate, od którego pochodzi też nazwa klubu z Teresiny.
Swój pierwszy tytuł mistrza stanu klub zdobył już w 1948 roku, a więc dwa lata od momentu powstania klubu.
W 1977 roku klub po raz pierwszy wziął udział w rozgrywkach pierwszej ligi brazylijskiej (Campeonato Brasileiro Série A), zajmując ostatecznie 41 miejsce. Kolejny pierwszoligowy występ w 1978 zapewnił mu 69 miejsce, a w 1979 – 83 miejsce. W 1981 osiągnął najlepsze jak dotąd 39 miejsce, a w 1982 – 44 miejsce.
W 1986 Ríver zajął 76 miejsce na 80 startujących klubów.
W 2000 roku Ríver wziął udział w zastępującym mistrzostwa kaju turnieju Copa João Havelange, gdzie wystąpił w tzw. żółtym module. Klub został wyeliminowany już pierwszej fazie, a w końcowej klasyfikacji zajął 45 miejsce.